# Balosave (Serbia)
Balosave (cyr. Балосаве) – wieś w Serbii, w okręgu szumadijskim, w gminie Knić. W 2011 roku liczyła 374 mieszkańców.